# Хоксбери (река)
Хо́ксбери (в верховье — Непиан; англ. Hawkesbury River) — река в штате Новый Южный Уэльс, впадает в бухту Брокен-Бей Тасманова моря.
Своё название река получила в честь Чарльза Дженкинсона, известного как Лорд Хоксбери.
Длина — 126 км, площадь бассейна — 21730 км². Истоком Хоксбери является слияние рек Непин и Грос на высоте 8 м над уровнем моря. В нижнем течении Хоксбери ограничивает Сидней с севера. Впадает река в бухту Брокен-Бей, образуя обширный эстуарий. Наиболее высокий исток бассейна реки находится на высоте 1100 м над уровнем моря. Расход воды, в зависимости от сезона может колебаться от 95 м³/с до 15000 м³/с.
В эстуарии расположено несколько сравнительно крупных островов: Милсон, Пит, Спектакл, Лонг-Айленд, Дангар, Лайон.
Через реку построено несколько мостов, регулярно ходят паромы.